# Merhavia (quibuts)
Merhavia és una localitat d'Israel del tipus quibuts, situada al nord del país, a l'est d'Afula. Pertany a la jurisdicció de Consell regional de la Vall de Jizreel. Els palestins l'anomenaven Al-Fule. En l'època de les croades hi hagué un castell anomenat La Feve. Segons el cens del 2017 tenia 1.162.

## El nom
La paraula Merhavia procedeix del Llibre dels Salms, on equival a «immensitat al cel», en el següent versicle:
«Des la meva presó vaig clamar al Senyor, i ell em respongué des de la immensitat al cel.»
Aquesta paraula fou escollida pels colons israelites en el sentit metafòric de «Déu m'allibera» en referència a l'experiència dels jueus emigrants a la Terra promesa d'Israel, una nova llar sense els estretors de la persecució.

## Història

### Antiguitat
Anteriorment aquest nom era anomenat en àrab Al-Fuleh («el fesolar»), de vegades transliterat com El Fuleh, Al-Fula etc. Podria ser el lloc esmentat com a Alpha en la llista de Tuthmosis III.

### Època de les croades
En l'època de les croades el lloc era conegut com La Feve o Castrum Fabe, perquè hi havia una fortalesa de l'Orde del Temple, esmentada per primera vegada el 1169/72, de la qual només queden uns monticles de runes. Va estar sota control dels croats del 1099 al 1187. El 1183 aquí es produí la batalla d'Al-Fule, entre l'exèrcit cristià i les tropes de Saladí.
El 1226, el geògraf sirià Yaqut al-Hamawí en parlà a la seva obra dient que era «una vila de la Palestina Jund, amb un antic castell croat situat entre Zir'in i Natzaret». El lloc tornà a estar sota control croat entre el 1240/1 i el 1263.
Una secció de la fundació per investigacions arqueològiques, creada al segle xx, la Palestine Exploration Fund (SWP) identificà les restes d'una antiga església a uns 200 metres en direcció SSE respecte del castell, que probablement serien els vesstigis de l'església parroquial de l'èpooca dels estats croats. Tanmateix, el que en quedava acabà destruït el 1939-1940.

### Època otomana
Segons Denys Pringle, la vila àrab d'Al-Fula, sembla que continuà sent habitada fins a finals del segle xvi.
El 1799, durant la campanya napoleònica d'Egipte i Síria, la batalla del Mont Tabor es produí en la rodalia d'Al-Fuleh.
El 1816, l'escriptor britànic James Silk Buckingham descriví en el seu llibre de viatges, el que ell anomenava Fooli i observà les restes d'un gan edifici, que suposà era sarraí. Al costat d'un pou trobà dues tapes de sarcòfags, una de les quals estava ornamentada amb escultures. Hi havia altres assentaments a la vista, tots habitats per musulmans.
El 1838, Edward Robinson feu una descripció d'Al-Fuleh i de l'adjacent Afuleh, tots dos deshabitats.
El 1859 Al-Fuleh tenia 64 habitants, i els camps tenien una extensió de 14 dies de llaurar segons la informació donada per Roger, cònsol anglès. El missioner protestant William McClure Thomson, en un llibre publicat el mateix any, escriví que El Fuleh i l'adjacent Afula, «estan tots dos deshabitats, tot i que estaven habitats vint-i-cinc anys enrere, quan hi vaig passar per aquesta ruta.» Thomson culpava d'aquest despoblament als beduïns.
El 1875, l'explorador francès Victor Guérin, anotà haver trobat restes de mosaics de molts colors a la vora de Bir Fouleh. En aquell temps, Al-Fuleh era la llar de 15 famílies d'ètnia àrab. El 1882, la secció Survey of Western Palestine (SWP) de la fundació per investigacions arqueològiques Palestine Exploration Fund, descriví Al-Fuleh com un petit llogaret de cases fetes amb tova, «"amb unes poques cases de pedra al mig.Situada sobre una elevació del terreny i envoltada per conreus de panís, i uns aiguamolls al nord. El subministrament d'aigua ve d'uns pous a l'oest de la vila. Al voltant hi ha restes d'una antiga muralla de l'època dels croats."»
En un llistat de la població del 1887 consta que Fuleh tenia uns 300 habitants, tots musulmans.

### Època del mandat britànic
El quibuts Merhavia fou establert el 1929 adjacent al moixav Merhavia, del qual prengué el nom. Els fundadors eren membres d'Ha-Xomer ha-Tsaïr que havien emigrat de Galítsia, acabada la primera guerra mundial i havien estat vivint a Haifa, entre els quals estava Eliezer Peri, que més tard seria representant de Mappam en el Knésset.